# 藤田伍一
藤田 伍一（ふじた ごいち、1942年 - ）は、日本の社会政策学者。専門は、社会政策・社会保障。東京福祉大学学長、一橋大学名誉教授。藤田幹雄元衆議院議員は子。武部新衆議院議員は娘婿。

## 人物・経歴
1967年山口大学経済学部卒業。1970年一橋大学大学院社会学研究科修士課程修了、社会学修士。1973年一橋大学大学院社会学研究科博士課程単位修得退学。指導教官は大陽寺順一で、専門は、社会政策・社会保障。
1973年一橋大学社会学部助手。1975年同専任講師。1978年同助教授。1985年同教授。カリフォルニア大学バークレー校客員研究員を経て、2000年一橋大学大学院社会学研究科総合社会科学専攻総合政策研究（総合社会政策）教授。2006年定年退職、名誉教授、東京福祉大学大学院社会福祉学研究科教授。2011年論文「求められる社会保障の構造転換 : 人口高齢化への政策シフトを」で東京福祉大学博士（社会福祉学）。2013年東京福祉大学第5代学長。
この間、社会政策学会幹事、北ヨーロッパ学会理事、厚生労働省労働政策審議会勤労者生活分科会公益代表委員、健康保険組合連合会欧州の医療保険制度に関する国際比較研究検討委員会座長等を歴任。

## 著書
- 『社会政策の思想と歴史 : 大陽寺順一教授還暦記念論文集』（津田真澂、山田高生編）千倉書房 1985年
- 『社会保障の新しい理論を求めて』（共著）東京大学出版会 1991年
- 『新しい企業福祉のあり方に関する実態調査研究』一橋大学 1992年
- 『年金と医療の政策調整に関する研究』一橋大学 1995年
- 『現代の社会政策（第3版）』（共著）有斐閣 1996年
- 『先進諸国の社会保障7 アメリカ』（塩野谷祐一と共編著）東京大学出版会 2000年